# Jean Victor Marie Moreau
Jean Victor Marie Moreau (n. 14 februarie 1763, Morlaix, Bretagne, Franța – d. 2 septembrie 1813, Louny⁠(d), Imperiul Austriac) a fost un general francez care l-a ajutat pe Napoleon Bonaparte să ajungă la putere, dar care mai târziu i-a devenit rival.